# 姚宇澤
姚宇澤（1989年11月5日—），舊名姚伸翰，臺灣男子籃球運動員，場上主打前鋒位置。

## 生平
姚宇澤就讀陽明國中三年級時進入籃球校隊，國中畢業後加入三民家商。大學北上就讀國立臺灣藝術大學，2007年7月在超級籃球聯賽新人選秀會第一輪獲得台灣啤酒青睞，選秀會後被台灣啤酒送至東森羚羊，但姚宇澤拒絕報到。